# Lee Seng Wee
Pour les articles homonymes, voir Seng et Wee.
Lee Seng Wee (en chinois : 李成偉), né le 4 avril 1930 à Singapour et mort dans la même ville le 7 août 2015, est un homme d'affaires singapourien.

## Biographie
Titulaire d'une maîtrise obtenue à l'université de l'Ontario occidental, il entre au conseil d'administration de la deuxième plus grande banque de Singapour, Oversea-Chinese Banking Corporation (OCBC), en 1966. Il en est le président de 1995 à 2003. À ce titre, il réalise une offre publique d'achat sur la banque Keppel Capital Holdings en juin 2001 et devient président de Keppel.
En 2008, il reçoit le prestigieux prix Woodrow Wilson pour la citoyenneté corporative.
En 2015, il est à la tête d'une fortune estimée à 1,6 milliard de dollars.